# Hafdís Renötudóttir
Hafdís Lilja Renötudóttir (* 12. Juli 1997 in Reykjavík, Island) ist eine isländische Handballspielerin, die für die isländische Nationalmannschaft aufläuft.

## Karriere

### Im Verein
Hafdís Renötudóttir spielte zwischen 2013 und 2016 für die Damenmannschaft von Fram Reykjavík. In der Saison 2016/17 hütete die Torhüterin das Tor von UMF Stjarnan, mit dem sie sowohl die isländische Meisterschaft als auch den isländischen Pokal gewann. Anschließend wechselte sie zum dänischen Zweitligisten SønderjyskE Håndbold. Hafdís Renötudóttir unterschrieb im Februar 2018 einen ab der Saison 2018/19 gültigen Vertrag beim norwegischen Erstligisten Sola HK. Nachdem der Verein zwischenzeitig abgestiegen war, wechselte sie im Sommer 2018 stattdessen zum schwedischen Erstligisten Boden Handboll.
Hafdís Renötudóttir kehrte im Sommer 2019 zu Fram Reykjavík zurück. Mit Fram gewann sie in der Saison 2019/20 das nationale Double, wobei sie aufgrund der Folgen einer Gehirnerschütterung nur wenig spielte. Im Oktober 2020 schloss sie sich dem schwedischen Verein LUGI HF an. Nachdem Hafdís Renötudóttir sich nach zwei Wochen bei LUGI HF erneut eine Gehirnerschütterung zugezogen hatte, kehrte sie nach Island zurück. Zur Saison 2021/22 schloss sie sich ein weiteres Mal Fram Reykjavík an. Mit Fram gewann sie 2022 die isländische Meisterschaft. Im Sommer 2023 wechselte sie zum Ligakonkurrenten Valur Reykjavík. Mit Valur gewann sie 2024 und 2025 die isländische Meisterschaft sowie 2025 den EHF European Cup.

### In Auswahlmannschaften
Hafdís Renötudóttir bestritt am 17. März 2017 ihr Länderspieldebüt für Island gegen die niederländische Auswahl. Bei der 20:23-Niederlage parierte sie annähernd 20 gegnerische Würfe. Mit Island nahm sie bislang nur an der Weltmeisterschaft 2023 teil und schloss das Turnier auf dem 25. Platz ab. Hafdís Renötudóttir erzielte im Turnierverlauf einen Treffer und hielt 33 % der gegnerischen Würfe.